# Спинола, Алессандро
Алессандро Спинола (итал. Alessandro Spinola; Генуя, 1589 — Генуя, 1665) — дож Генуэзской республики.

## Биография
Родился в Генуе в 1589 году, был членом знатной семьи Спинола. В 23 года был назначен одним из организаторов приема испанской делегации в Генуе. Около 1614 года получил свою первую государственную должность, став «защитником бедных и заключенных», а позже членом магистрата чрезвычайных ситуаций.
Перед тем как быть избранным в Сенат, он занимал государственные должности «защитника моря», капитана Рапалло и члена магистрата монеты.
Был избран дожем 9 октября 1654 года, став одновременно королём Корсики.
Среди событий его правления в хрониках упомянуты борьба с пиратством вдоль Лигурийского побережья и новая эпидемия чумы, которая опустошала Геную и соседние селения. Его мандат закончился 9 октября 1656 года.
Он умер в Генуе в 1665 году и был похоронен в церкви Сан-Франческо-ди-Кастеллетто.